# Pablo Abraira
Pablo Abraira (Madrid, 1 de julio de 1949) es un cantante español de balada romántica y pop especialmente conocido por sus trabajos en canción melódica en España en la década de los 70 y sus actuaciones en musicales como Jesucristo Superstar.

## Biografía
Debutó en el mundo de la canción en los sesenta, integrándose en el grupo Los Grimm, de música blues, en el que coincidió con Pedro Ruy Blas.
A una edad temprana descubre a Los Beatles, el pop, el soul, el blues y el rock, y así comienza su andadura musical y tras varios años y después de varios grupos, pasa a ser solista de “Los Grimm” con los que graba su primer disco. Después llegó “Frecuencia”. Tiene su primera experiencia teatral en un musical llamado “Personajes”.
Sus nueve álbumes, donde canciones como “O tú o nada”, “Gavilán o paloma” y “Pólvora mojada” que entre otras, consiguieron ser número uno.
En una permanente búsqueda de nuevos caminos, surge la experiencia teatral, protagonizando el musical “Lovy” (primer musical español), donde se revela como actor, obteniendo excelentes críticas. Desde aquel momento los productores de “Evita”, fijaron su atención en Pablo, a quien proponen encarnar el “Ché”. Sus compromisos discográficos en Hispanoamérica le impiden aceptar el reto.[cita requerida]
Hasta que a comienzos de 1982 finalmente, las circunstancias hacen que Pablo pase a encarnar al Ché para llevar a los escenarios mundiales el gran acontecimiento para el musical en español que supuso “Evita”. La carrera de Pablo Abraira se encontraba en su momento álgido. Tras la gira americana que se realiza con dicho musical en 1984 surge el proyecto de volver a poner en marcha “Jesucristo Superstar” estrenada nueve años antes por Camilo Sesto, viajando con el espectáculo, de nuevo, a Hispanoamérica.
En junio de 1994 forma parte de la compañía del Centro Dramático Nacional interpretando el personaje de “Polpoj” en “Marat/Sade” dirigido por Miguel Narros y más tarde participó en “La Magia de Broadway” en Teatro Lara de Madrid. 
En 2004 publica su trabajo “Ahora” coproducido con Alfonso Pérez. Posteriormente publica con la Discográfica Universal “30 de febrero de 2006” con canciones de su primer y de su último trabajos.
Durante 2010, grabó “Weekend”, una serie de programas dedicados al turismo alternativo de fin de semana, donde ha tenido la suerte de vivir experiencias absolutamente nuevas para él, como tirarse de un avión, hacer espeleobarranquismo, submarinismo, etc. Todas estas actividades le han permitido conocer personas, lugares y vivir emociones, que le han hecho crecer como ser humano, que en definitiva, es de lo que se trata.
En 2012, tras la presentación en el Teatro Coliseum de Madrid con “Volvería a volver”, continuó por diversos países americanos, entre ellos Chile.
En febrero de 2018 explicó que estaba trabajando en un nuevo musical,  “El amigo de Picasso”, con música de Ramón Farrán, director de la Orquesta Nacional de Jazz de España.
En junio de 2018 volvió a actuar en Chile, esta vez con la cantante dominicana Ángela Carrasco.

## Discografía
- 30 de febrero (1977).
- Visiones (1978).
- Ciudad dormida (1979).
- Vida (1981).
- Canciones para adultos (1977-1981) (1981).
- Cuarto creciente (1983).
- Jesucristo Superstar (1984).
- Taller de sentimientos (1986).
- Grandes éxitos (1996).
- Causalidades (2000).
- Abraira ahora (2003).
- 30 de febrero de 2006 (2006).